# 橋頭村 (花壇鄉)
橋頭村，是臺灣彰化縣花壇鄉所轄的18個村之一，位在花壇鄉中部。面積平方公里、4159人。北鄰長沙村，東接灣東村，南鄰灣雅村、中庄村和金墩村，西接花壇村。居民以黃、呂、劉、許等姓較多。

## 村名由來
以地名「橋仔頭」命名。

## 歷史沿革
橋頭村於清代時隸屬燕霧上堡橋仔頭庄；明治35年（1902年）時，改彰化廳燕霧上堡白沙坑庄；明治42年（1909年）改彰化支廳橋子頭區橋子頭庄；至大正9年（1920年）則隨行政區調整，隸屬彰化郡花壇庄橋子頭大字。
二次大戰結束後，國民政府接收臺灣，以原先橋子頭大字橋子頭及內庄小字範圍合設為橋頭村。